# Serres (Provenza-Alpi-Costa Azzurra)
Serres è un comune francese di 1 349 abitanti situato nel dipartimento delle Alte Alpi della regione della Provenza-Alpi-Costa Azzurra.

## Società

### Evoluzione demografica
Abitanti censiti